# Pietro Accolti
Pietro Accolti (Florença, 15 de Março de 1455 – Roma, 11 de Dezembro de 1532) foi um clérigo italiano e cardeal da Igreja Católica. Foi membro da Cúria Romana e Bispo de Ancona. Pietro Accolti também é conhecido como Cardeal de Ancona; seu nome também é traduzido como Petrus de Accoltis de Aretio.

## Biografia
Ele era o quarto dos oito filhos de Benedetto Accolti, o Velho, um patrício de Arezzo e burguês de Florença, e sua esposa Laura Federighi, uma florentina. Depois de estudar direito na Universidade de Pisa, tornou-se professor de direito na mesma universidade e na Universidade de Bolonha. Mais tarde, ele foi para Roma para trabalhar na Cúria Romana. Em 1494 tornou-se auditor da Rota Romana. De 1502 a 1521 foi camareiro do Capítulo da Catedral de Cambrai. Em 4 de abril de 1505 foi nomeado bispo de Ancona, renunciou a este bispado em 5 de abril de 1514. Em 1510 foi vigário geral da cidade de Roma e em 1511 núncio em Florença.
O papa Júlio II nomeou Accolti cardeal em seu sétimo consistório em 10 de março de 1511, fez dele Cardeal-presbítero e concedeu-lhe a igreja titular de Sant'Eusebio em 17 de março do mesmo ano. Em 1511 tornou-se também Administrador de Maillezais e assim permaneceu até 10 de março de 1518. Em 6 de junho de 1511 foi nomeado Administrador de Cádiz, cargo que ocupou até 24 de julho de 1521, quando renunciou em favor de seu sobrinho Benedetto Accolti, o Jovem. Ele participou do conclave de 1513 no qual Leão X foi eleito papa. De 10 de março de 1518 a 8 de setembro de 1523 foi Administrador de Arras. Accolti é considerado o principal abreviador na redação da bula papal Exsurge Domine contra Martinho Lutero (15 de junho de 1520). Pietro Accolti participou do conclave de 1521-1522 do qual Adriano VI emergiu como papa. Ele também estava entre os cardeais elegíveis para votar no conclave de 1523 que elegeu o papa Clemente VII. Em 8 de dezembro de 1523 foi elevado a cardeal bispo de Albano, mas manteve sua igreja titular de Sant'Eusebio. Em 5 de maio de 1527 in commendam. Em 20 de maio de 1524, mudou-se para o bispado suburbicário de Palestrina, mas trocou-o pela diocese de Sabina três semanas depois. De 15 de junho de 1524 a agosto do mesmo ano foi administrador de Ravenna, da qual também renunciou em favor de seu sobrinho Benedetto Accolti. Em 18 de agosto de 1524 foi nomeado administrador de Cremona, novamente renunciou no decorrer de 1528 em favor de seu sobrinho, que também se tornara cardeal em 1527.
Pietro Accolti morreu em Roma e foi sepultado na igreja de Santa Maria del Popolo.